# Mario Burke
Mario Burke (18 de marzo de 1997) es un deportista de Barbados que compite en atletismo. Ganó una medalla de bronce en el Campeonato Mundial de Atletismo Sub-20 de 2016, en la prueba de 100 m.